# PSRL-1
O Precision Shoulder-fired Rocket Launcher-1, também conhecido como (PSRL-1), é uma cópia americana modificada do lança-granadas-foguete soviético/russo RPG-7, desenvolvido pela AirTronic USA. O PSRL-1 é fabricado principalmente para nações aliadas dos EUA que estão acostumadas com armas de estilo soviético e exportação internacional.

## História
Em 2009, a empresa americana AirTronic USA revelou sua versão modernizada do RPG-7, denominada RPG-7USA, que mais tarde foi desenvolvida no PSRL-1. A arma era um Programa de Registro no Comando de Operações Especiais dos Estados Unidos em 2015, e o PSRL-1 entrou em produção em meados de 2016, com uma de suas primeiras estreias pré-comerciais vistas no programa do Cinemax, Banshee.
As primeiras vendas confirmadas foram feitas às Forças Armadas da Ucrânia em 2017. As tropas ucranianas usaram-no pela primeira vez num conflito durante a invasão russa da Ucrânia em 2022. Pelo menos um foi capturado pelas forças russas.[carece de fontes?]
O PSRL-1 foi adotado pelo Exército Peruano.

## Especificações
O PSRL-1 ou RPG-7USA é equipado com um trilho quádruplo MIL-STD-1913 para acessórios de montagem, é compatível com punhos de pistola e coronhas estilo carabina M4 de especificação mil e é compatível com versões anteriores de todas as munições de RPG-7 existentes. O PSRL-1 é normalmente equipado com uma mira óptica proprietária de 3,5× com um retículo gravado iluminado ou uma mira EOTech com um retículo holográfico. O fabricante afirma uma probabilidade de acerto de 90% a 800 metros com a mira ampliada padrão, embora seja supostamente preciso em distâncias de 900 a 1.200 m.
O PSRL-1 é feito de aço de grau bélico 4140/4150 para uma vida útil de 1.000 tiros, pesa 6,35 kg descarregado e sem óptica e pode ser separado em duas partes para transporte compacto.
A AirTronic também desenvolveu um modelo GS-777/PSRL-2 mais avançado feito de um polímero de alta resistência que reduziu o peso total do lançador para 3,52 kg, embora o peso posteriormente tenha aumentado para 4,3 kg para melhorar ainda mais a durabilidade e o ciclo de vida. O modelo mais leve possui trilho superior e utiliza um novo grupo de gatilhos. O centro de gravidade avançou para compensar o peso da boca. Ele vem como padrão com a TA11 ACOG.

## Munição

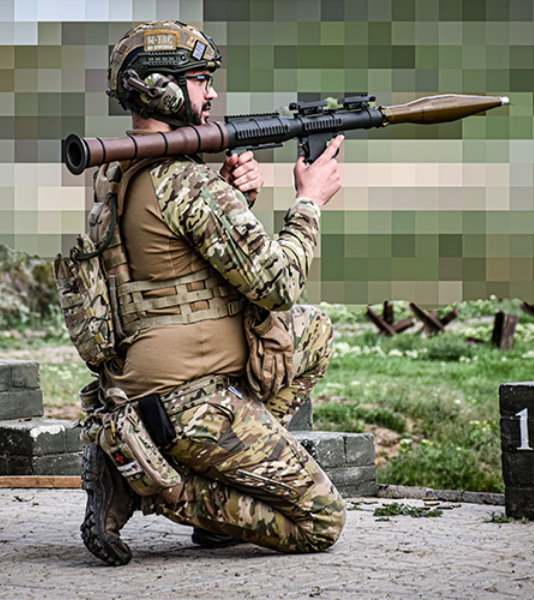
One National Guard of Ukraine, 2024.

Embora os lançadores Airtronic sejam compatíveis com a munição de foguete RPG-7 soviética, a AirTronic também fabrica sua própria munição de foguete RPG-7 modernizada nos Estados Unidos e possui integralmente a propriedade intelectual de sua munição de foguete.
Melhorias foram feitas com foco na espoleta, confiabilidade, robustez e qualidade de fabricação de acordo com os padrões do Departamento de Defesa dos Estados Unidos. A espoleta da ogiva apresenta um arranjo duplo de segurança e braço para maior segurança no manuseio, e a espoleta do ignitor do motor do foguete foi redesenhada para melhorar a confiabilidade da ignição do motor. A AirTronic recomenda o uso de suas munições em seus lançadores para atingir o nível de desempenho anunciado.
Também estão disponíveis variantes de treinamento inertes que correspondem à balística da munição real, permitindo um treinamento seguro a um custo reduzido. As ogivas inertes das variantes de treinamento são preenchidas com composto de marcação para que o impacto do tiro possa ser observado de longe.
Existem três variantes de munição:
- SR-H1, uma ogiva antitanque de alto explosivo (HEAT) de 3,82 kg e 93 mm que é capaz de penetrar blindagem homogênea laminada (RHA) de 500 mm e tem capacidade de traceamento. Seu alcance efetivo é de 500 m, enquanto o alcance máximo pode chegar até 800 m. A cadência de tiro é entre 4 e 6 tiros por minuto.
- SR-T1, uma ogiva inerte de 3,82 kg e 93 mm é uma munição de treinamento e não pode penetrar na blindagem, embora retenha a capacidade de traceamento. Seu alcance efetivo é de 500 m, enquanto o alcance máximo pode chegar até 800 m. A cadência de tiro é entre 4 e 6 tiros por minuto.
- SR-T2, uma ogiva inerte de 2,12 kg e 70 mm também é uma munição de treinamento e não pode penetrar na blindagem, embora retenha a capacidade de traceamento. Seu alcance efetivo é de 800 m, enquanto o alcance máximo pode chegar até 1.200 m. A cadência de tiro é entre 4 e 6 tiros por minuto.

Em 2015, foi relatado que novas munições de foguetes guiados poderiam estender o alcance efetivo até 2.000 metros. Nenhuma munição desse tipo foi apresentada.

## Acessórios
Em conjunto com a arma, o sistema PSRL completo inclui diferentes sistemas de mira, peças sobressalentes, bandoleiras, estojos, bolsas de munição e bipés para personalização e transporte. Além disso, a AirTronic oferece vários revestimentos Cerakote opcionais.

## Operadores
- Peru[4]
- Turquia[11]
- Ucrânia[5]
- Estados Unidos[12]